# روژینا امین عمار

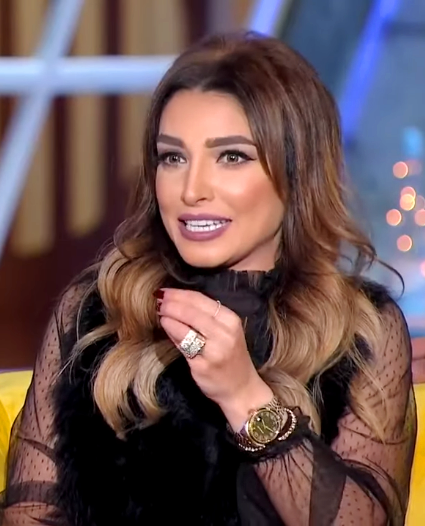

روژینا (۱۶ آوریل ۱۹۷۳)، بازیگر مصری است. او دارای لیسانس بازیگری و کارگردانی از مؤسسه عالی هنرهای دراماتیک است. او در سال ۱۹۹۴ با سریال «خانواده» و سال ۱۹۹۷ در سینما با فیلم «سرنوشت» درخشید و شناخته شد. در جوانی با «اشرف زکی» که برادر بازیگر زن «مگدا زکی» است ازدواج کرد و حاصل آن دو دختر به نام‌های «مایا» که وارد عرصه کارگردانی شد و «مریم» است.